# N/T Santa Maria
O N/T Santa Maria foi um paquete português. Pertenceu à Companhia Colonial de Navegação (CCN), em cuja frota se integrou de outubro de 1953 a julho de 1973.

## História
Foi construído nos estaleiros da Société Anonyme John Cockerill, na Bélgica, entre 1951 e 1953. A sua encomenda resultou de um requerimento ao Governo feito pela Companhia Colonial com data de 17 de fevereiro de 1951 no sentido de ser autorizada a "construir um segundo VERA CRUZ extra Despacho 100", o que foi autorizado pelo ministro Américo Tomás pelo seu Despacho 33 de 9 de março de 1951, complementando o Plano de Renovação da Marinha de Comércio — conhecido por Despacho 100 — implementado por Américo Tomás, então ministro da Marinha de Portugal, a partir de 1945. Ao abrigo desse plano, foram construídos 56 novos navios para a marinha mercante portuguesa — entre os quais vários grandes paquetes como o "N/T VERA CRUZ" — que ficaram conhecidos como "navios do Despacho 100". O SANTA MARIA não fez parte do Despacho 100, como erradamente se afirma com frequência.
O seu projecto era baseado no do "N/T Vera Cruz", também pertencente à CCN, e que entrara ao serviço em 1952. Ambos tinham cerca de 20 000 toneladas, 20 nós de velocidade e lotação para 1 200 passageiros. O Santa Maria contava com 280 camarotes: 156 passageiros alojados em 1.ª classe, 226 em 2.ª classe e 800 em 3.ª classe.
A 2 de junho de 1951 efetuou-se o assentamento da quilha do Santa Maria, na mesma data em que o Vera Cruz foi lançado à água. Lançado ao mar em 1952, foi entregue à Companhia Colonial de Navegação a 20 de outubro de 1953, no porto de Antuérpia, tendo sido visitado pelo Rei Balduíno dos Belgas a 19-10-1953. Dois dias mais tarde irá largar de Antuérpia com destino a Lisboa, comandado por Mário Simões da Maia.
A sua viagem inaugural iniciou-se a 12 de novembro de 1953, ligando Portugal ao Brasil, Uruguai e Argentina, levando a bordo o ministro Américo Tomás. Este recebeu a bordo os presidentes Getúlio Vargas e Peron durante as primeiras escalas no Rio de Janeiro e em Buenos Aires.
Durante a sua carreira foi empregue na ligação entre Portugal e as Américas (do Norte, Central e do Sul). Foi o único paquete português com ligações regulares a portos dos Estados Unidos da América.

### Assalto ao Santa Maria
O "Santa Maria" ficou célebre pelo seu sequestro, de 21 para 22 de janeiro de 1961, por um grupo de 24 exilados políticos portugueses e espanhóis — integrantes da Direção Revolucionária Ibérica de Libertação (DRIL) —, que então faziam oposição política aos governos de António de Oliveira Salazar e de Francisco Franco, sob o comando do capitão Henrique Galvão e de Jorge de Soutomayor, desencadeando a chamada "Operação Dulcineia". O paquete foi então chamado de "Santa Liberdade". Durante a ação foi assassinado o 3.º piloto, o oficial João José Nascimento Costa. O paquete acabou por fundear no porto do Recife, no Brasil, em 2 de fevereiro seguinte. O episódio constitui-se no primeiro sequestro político de um transatlântico na história contemporânea.
Além de 192 viagens regulares, ao Brasil e América Central, e Angola (uma viagem em 1958, a única na linha de África), o Santa Maria fez 11 cruzeiros turísticos, à Madeira e Canárias (fim de ano), Mediterrâneo (2), Norte da Europa (1) assim como cruzeiros às Caraíbas em 1969 e 1970, partindo de La Guaira, Venezuela. As viagens eram intercaladas com a carreira normal da América do Sul e Central, sendo que estas custavam (em modo cruzeiro) de 17 a 37 contos por passageiro, dependendo este preço do alojamento num camarote de 4 pessoas de classeturísticaa ou numa suíte. Este cruzeiro incluía uma viagem que partia de Lisboa e retornava em 28 depois de fazer escala em Vigo, Funchal, Tenerife, Curaçao, São João do Porto Rico e Port Everglades.
No dia 16 de abril de 1973 o paquete o Santa Maria teve uma avaria numa das turbogeradoras (máquinas auxiliares) ao sair do porto de Lisboa, tendo voltado a atracar, no cais de Alcântara e sido posteriormente transferido para o Mar da Palha. Com apenas 19 anos foi vendido para ser desmantelado pelo sucateiro Yuta Steel & Iron Works Co. Ltd em Kaohsiung, República da China. Neste estaleiro reencontraria uma última vez o paquete Vera Cruz, ambos construídos em Antuérpia.